# نارنجی‌کنار کاکلی
نارنجی کنار کاکلی (نام علمی: Anthocharis midea) نام یک گونه از تیره کاهی‌بالان است. نارنجی کنار کاکلی در آمریکای شمالی زندگی می‌کند.
این گونه برای نخستین بار توسط جیکوب هوبنر در سال ۱۸۰۹میلادی کشف و نامگذاری شده است. این گونه بیشتر در شرق ایالات متحده آمریکا در تگزاس و اکلاهما دیده می‌شود. پهنای بال این گونه نارنجی کنار ۳/۵–۴/۵سانتی‌متر است. این گونه از انواع گیاهان گلدار تغذیه می‌کند.